# Craig Lincoln
Craig Lincoln (n. 7 octombrie 1950, Minneapolis, Minnesota, SUA) este un săritor în apă ce a reprezentat Statele Unite ale Americii, medaliat olimpic. A participat la o ediție a Jocurilor Olimpice (1972) în care a câștigat o medalie de bronz.

## Participări
Lista de mai jos prezintă principalele competiții la care a participat Craig Lincoln de-a lungul carierei.
- diving at the 1972 Summer Olympics – men's 3 metre springboard[*]